# Antennospora
Antennospora es un género de hongos de la familia Halosphaeriaceae. El género contiene dos especies.